# 明本
明本（？—？），山東省棲霞縣僧人。明朝宣德時期民變首領。

## 生平
明本原為棲霞縣太平寺僧人，至成山衛依百戶朱勝，後來詐稱轉輪王出世，建號「湧安」，在宣德五年（1430年）正月被山東地方官員押往北京。

## 年號
明本的年號湧安，李崇智未列年份，僅言「未詳何時」。《國榷》及《明實錄》將此事列於明朝宣德五年（1430年）。